# روبرتو رانیری
روبرتو رانیری (انگلیسی: Roberto Ranieri؛ زادهٔ ۲۸ آوریل ۱۹۹۷) بازیکن فوتبال است.
از باشگاه‌هایی که در آن بازی کرده‌است می‌توان به باشگاه فوتبال آلساندریا و باشگاه فوتبال آتالانتا اشاره کرد.